# Elektrische Viktoria

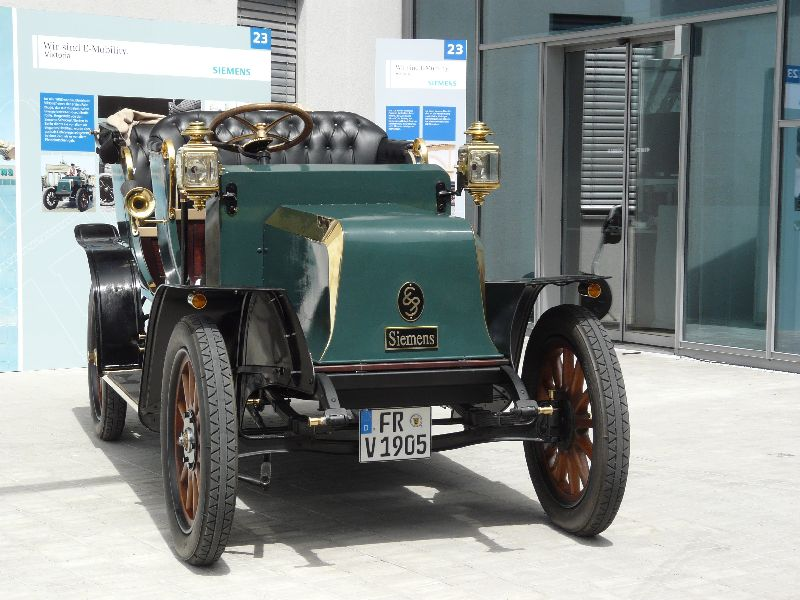
Nachbau der „Elektrischen Viktoria“, 2010

Die Elektrische Viktoria war ein von den Siemens-Schuckertwerken ab 1905 in Berlin gebautes Elektroauto.

## Technik und Einsatz
Der Wagen wurde als viersitziger Tourenwagen gebaut und als Hoteltaxi eingesetzt, als Kleinbus mit kastenartigem Aufbau und als Lieferwagen.
Die Höchstgeschwindigkeit betrug 30 km/h. Der Elektromotor arbeitete mit einer Spannung von 88 V und einer Stromstärke von 40 A, daraus resultiert eine Leistungsaufnahme von 3520 W, entsprechend ca. 4,8 PS, die abgegebene Leistung war jedoch deutlich niedriger (Wirkungsgrad). Die Reichweite betrug mit kleiner Batterie 60, mit großer Batterie 80 Kilometer.
Gebaut wurde der Wagen in den Berliner Siemens-Schuckertwerken. Die Gesamtzahl der gebauten Fahrzeuge ist unbekannt und lag nach Angaben von Siemens zwischen 30 und 50. Der Preis lag in der Produktionszeit je nach Ausführung zwischen 11.000 und 17.500 Mark (kaufkraftbereinigt in heutiger Währung: rund 85.000 bzw. 135.300 Euro).

## Weiterentwicklung
Im Laufe des Entwicklungsprozesses wurde auch eine Rekuperation eingebaut, das heißt die Möglichkeit, beim Bremsen die Bewegungsenergie wieder – durch Verwendung des Motors als Generator – als elektrische Energie zurückzugewinnen und dem Akkumulator wieder zuzuführen.

## Nachbau 2010
Im Jahr 2010 stellte Siemens einen originalgetreuen Nachbau nach alten Plänen vor. Lediglich der Akkumulator wurde aus Umweltschutzgründen modifiziert. Modernisiert wurde auch die Beleuchtung, um eine Straßenzulassung zu erhalten. Nachgebaut wurde der Stadtwagen Typ B „Elektrische Viktoria offen“. Das Gewicht betrug 1530 kg, davon 480 kg der Akkumulator. Die Ladezeit betrug am 230-Volt-Netz fünfeinhalb bis sechs Stunden. Das Auto wurde am 8. April 2010 zugelassen und am 30. April in Berlin der Öffentlichkeit vorgestellt. Am 21. Juni 2010 verunglückte der Wagen bei einer Testfahrt im badischen Hinterzarten. Dabei kam der Wirtschaftshistoriker Wilfried Feldenkirchen ums Leben, vier ihn als Passagiere begleitende Studenten wurden teils schwer verletzt.